# Cúp quốc gia Scotland 1927–28
 Cúp quốc gia Scotland 1927–28 là mùa giải thứ 50 của giải đấu bóng đá loại trực tiếp uy tín nhất Scotland. Chức vô địch thuộc về Rangers khi đánh bại Celtic trong trận Chung kết.

## Bán kết
| Celtic | v | Queen’s Park |
| ------ | - | ------------ |
|        |   |              |

| Rangers                                   | v | Hibernian |
| ----------------------------------------- | - | --------- |
| Sandy Archibald Bob McPhail Jimmy Simpson |   |           |

## Chung kết
| Rangers                                                 | v | Celtic |
| ------------------------------------------------------- | - | ------ |
| David Meiklejohn (pen.) Bob McPhail Sandy Archibald (2) |   |        |